# Pablo Zelaya Sierra
Pablo Zelaya Sierra (Ojojona, 30 de octubre de 1896 – Tegucigalpa 1933) fue un pintor hondureño de reconocimiento internacional. El máximo Premio Nacional al Arte hondureño lleva su nombre.

## Biografía
Nacido en el departamento de Francisco Morazán, hijo de Felipe Zelaya e Isabel Sierra. Estudió en la Escuela de Bellas Artes de la república de Costa Rica, entre 1918 a 1919, al mismo tiempo que ofrecía la clase de Dibujo en la Escuela Normal de aquel país.
En 1920 partió a Madrid, donde estudiaría gracias a una beca de la cooperación española en Honduras- en la Real Academia de Bellas Artes de San Fernando, siendo allí discípulo de Manuel Benedito. Permaneció en Europa hasta 1932, periodo en el que participó en los eventos:
- Exposición Nacional (París, 1922)
- Salón de Otoño (París, 1924)
- Exposición de la Sociedad de Artistas Ibéricos (París, 1925)
- Salón de los Independientes (París, 1924)
- Salón del Heraldo de Madrid (1930)
- Exposición colectiva en el Ateneo de Madrid (1932).

Es también el autor del manifiesto "Apuntes con Lápiz" (1932), un documento básico en la cultura hondureña, de la que Zelaya Sierra puede considerarse como uno de sus principales promotores. Asumida la “condición estética como núcleo gravitacional”, Zelaya Sierra no encontró problemas en detenerse en la realidad social, tanto en la costumbre como en la historia. Su iconografía se  cerró en 1932 con la obra "Hermanos contra Hermanos", que refleja con profundo dolor las imágenes de espanto producidas por una de las tantas "guerras intestinas" que definieron al país en aquel momento.
Con tan solo 36 años de edad fue ingresado al Hospital San Felipe, donde falleció a causa de un derrame cerebral.

## Homenajes
- El Premio Nacional del Arte Hondureño, lleva el nombre en su honor.
- En 1991, el Centro Cultural de España en Tegucigalpa dedicó la II Antología de las Artes Plásticas y Visuales de Honduras a “Pablo Zelaya Sierra”.[6]
- En 2024, el Congreso Nacional le otorgó el título de "Benemérito de la Patria".
- En 2025, el Ministerio de Educación dedicó el año escolar al maestro Pablo Zelaya Sierra con el lema "El Año de las Artes".